# Östgöta Sädesbrännvin
Östgöta Sädesbrännvin, lanserat 1864 av värdshusvärden och spritfabrikören Erik Rehnberg under namnet Rehnbergs Sädes Bränvin; smaksatt med ett ekfatslagrat destillat av kornmalt, russin och honung. Drycken tillverkades i Söderköping, på den plats där stadens enda systembolagsbutik ligger.
Eftersom Erik Rehnberg var den enda som hade receptet, och då inte hade det nedskrivet, så försvann receptet på brännvinets kryddning då han avled. Men drycken fortsatte säljas, då det fanns ett väldigt stort lager av denna. Men då lagret sinade, så försvann den såklart från hyllorna. Då gav man sig på att försöka återskapa kryddorna och lyckades efter fem års testande. Då lanserades brännvinet på nytt under namnet Östgöta Sädesbrännvin istället för Rehnbergs Sädes Bränvin. Drycken tillverkas numera av Altia.